# Михедько, Александр Михайлович
Александр Михайлович Михедько (18 июля 1911, с. Константиновка, Кокчетавский уезд, Акмолинская область, Российская империя — 28 сентября 1979, с. Константиновка, Арыкбалыкский район, Кокчетавская область, Казахская ССР, СССР) — советский работник сельского хозяйства. Герой Социалистического Труда (1957). Член КПСС.

## Биография
Родился в семье крестьянина-середняка. В 15 лет остался без родителей, был на иждивении старшего брата.
Получил начальное образование. Трудовую деятельность начал в 1929 году в колхозе Арык-Балыкского района, в 1930 году ушел на производство.
В 1933—1935 гг. служил в РККА. Затем работал на машинно-тракторной станции (МТС).
Участвовал в Великой Отечественной войне.
После демобилизации работал механиком в МТС в Кокчетавской области.
В 1952 году был избран председателем колхоза «Красный полевод» (позже — сельхозартель имени Чапаева) Арык-Балыкского района.
С 1961 года — директор вновь созданного совхоза «Константиновский».
С 1971 года — на пенсии, с 1972 года — персональный пенсионер союзного значения. С 1973 года — директор Арыкбалыкской заготконторы
Жил в селе Константиновка Арык-Балыкского района Кокчетавской области.
Скончался 28 сентября 1979 года. Похоронен на Константиновском православном сельском кладбище.